# Femtochimica
Femtochimica è l'area della chimica fisica che studia le reazioni chimiche su scale temporali estremamente brevi (circa 10−15 secondi o un femtosecondo, da cui il nome) per studiare l'atto stesso degli atomi all'interno delle molecole (reagenti) che si riorganizzano per formare nuove molecole (prodotti). In un numero del 1988 della rivista Science, Ahmed Hassan Zewail pubblicò un articolo usando questo termine per la prima volta, affermando "Femtochimica in tempo reale, cioè chimica su scala temporale di femtosecondi...". Successivamente, nel 1999, Zewail ricevette il Premio Nobel per la Chimica per il suo lavoro pionieristico in questo campo, dimostrando che è possibile vedere come gli atomi in una molecola si muovono durante una reazione chimica con flash di luce laser.
L'applicazione della femtochimica negli studi biologici ha anche aiutato a chiarire la dinamica conformazionale delle strutture di RNA a stem-loop.
Molte pubblicazioni hanno discusso la possibilità di controllare le reazioni chimiche con questo metodo,Template:Clarify ma ciò rimane controverso. I passaggi di alcune reazioni avvengono su scale temporali di femtosecondi e talvolta su scale temporali di attosecondi, e a volte formano prodotti intermedi. Questi intermedi di reazione non possono sempre essere dedotti osservando i prodotti iniziali e finali.

## Spettroscopia pump-probe
L'approccio più semplice e ancora una delle tecniche più comuni è noto come spettroscopia pump-probe. In questo metodo, due o più impulsi ottici con un intervallo di tempo variabile tra di loro vengono utilizzati per investigare i processi che avvengono durante una reazione chimica. Il primo impulso (pump) avvia la reazione, rompendo un legame o eccitando uno dei reagenti. Il secondo impulso (probe) viene quindi utilizzato per interrogare il progresso della reazione un certo periodo di tempo dopo l'inizio. Man mano che la reazione progredisce, la risposta del sistema reagente all'impulso probe cambierà. Continuando a scandire l'intervallo di tempo tra gli impulsi pump e probe e osservando la risposta, i ricercatori possono ricostruire il progresso della reazione in funzione del tempo.

## Esempi

### Dissociazione del bromo
La femtochimica è stata utilizzata per mostrare le fasi elettroniche risolte nel tempo della dissociazione del bromo. Quando viene dissociato da un impulso laser di 400 nm, gli elettroni si localizzano completamente su singoli atomi dopo 140 fs, con atomi di Br separati di 6,0 Å dopo 160 fs.